# ウィリアム・ラッセル (第8代ベッドフォード公爵)
第8代ベッドフォード公爵ウィリアム・ラッセル（英語: William Russell, 8th Duke of Bedford、1809年7月1日 – 1872年5月27日）は、イギリスの貴族、政治家。ホイッグ党に所属し、庶民院議員（在任：1830年 – 1831年、1832年 – 1841年）を務めた。1809年から1839年までラッセル卿の、1839年から1861年までタヴィストック侯爵の儀礼称号を使用した。

## 生涯
第7代ベッドフォード公爵フランシス・ラッセルと妻アンナ・マリア（1857年7月3日没、第3代ハリントン伯爵チャールズ・スタンホープの娘）の息子として、1809年7月1日にメイフェアのグローヴナー・スクエアで生まれた。家庭教師の教育を受けた後、1823年よりイートン・カレッジに通い、1827年5月10日にオックスフォード大学クライスト・チャーチに入学した。1829年1月初にパリを、同年末にローマを訪れ、1830年2月にナポリに赴いた。
1830年7月にブルックス・クラブ（ホイッグ党のクラブ）に入会した後、ホイッグ党の重鎮はラッセル卿を同年の総選挙でベッドフォード選挙区から出馬させることを検討したが、最終的には叔父のジョン・ラッセル卿が出馬した。結局、ラッセル卿はベッドフォード公爵家の勢力が強いタヴィストック選挙区から出馬して当選した。
議会では第1回選挙法改正に賛成票を投じ、1831年イギリス総選挙でも再選したが、病気により1831年10月10日に議員を辞任した。その後、1832年イギリス総選挙で再びタヴィストック選挙区から出馬、159票でトップ当選した。1835年イギリス総選挙では167票（得票数1位）で再選、1837年イギリス総選挙では無投票で再選した。1841年イギリス総選挙をもって議員を退任した。政治観では概ね急進主義を支持したが、急進派の指導者には批判的だった。
1861年5月14日に父が死去すると、ベッドフォード公爵位を継承した。年を取るごとに引きこもりがちになり、公爵位を継承した後は愛人の邸宅を訪れるときだけ家を出たという。
1872年5月27日にベルグレイヴ・スクエア6号で死去、チェニーズで埋葬された。叔父ジョージ・ウィリアムの息子フランシス・チャールズ・ヘースティングズが爵位を継承した。